# Fragmentozyt

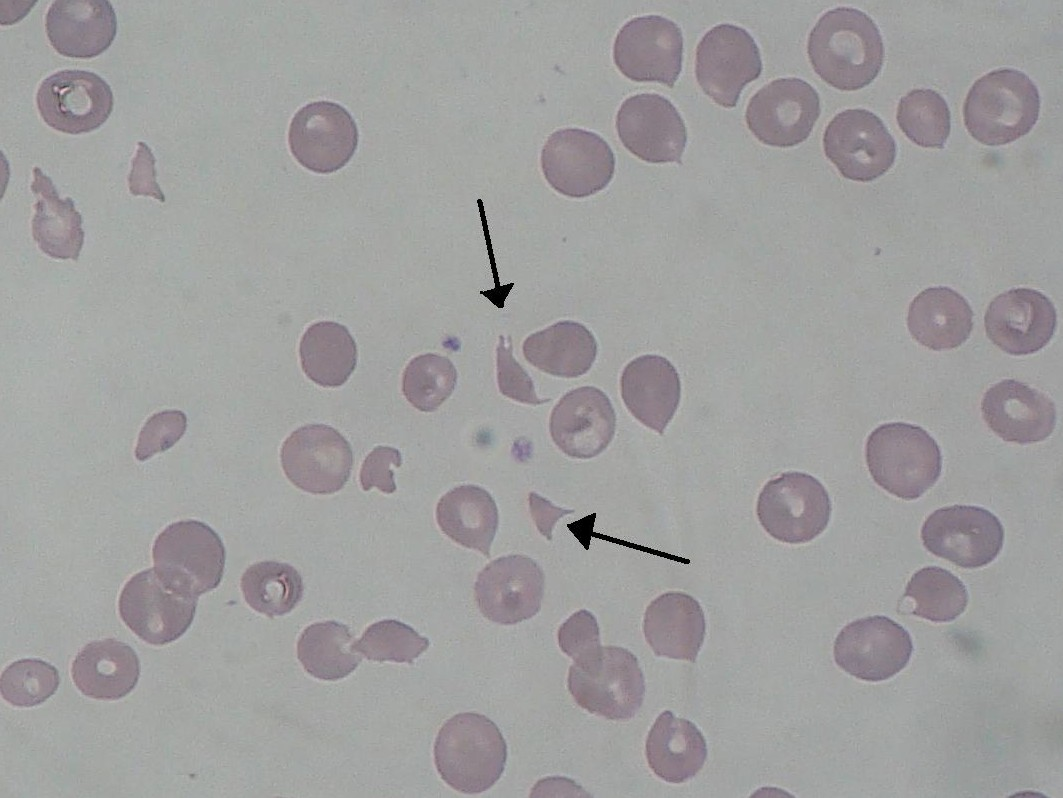
Fragmentozyten in der mikroskopischen Aufnahme

Als Fragmentozyten oder Schistozyten bezeichnet man beschädigte rote Blutkörperchen (Erythrozyten) oder deren Trümmerstücke.
Fragmentozyten entstehen durch mechanische Schädigungen der roten Blutkörperchen an Hindernissen in der Blutbahn. Sie kommen z. B. bei Herzklappenfehlern, mechanischen Herzklappen, hämolytisch-urämischem Syndrom (HUS), thrombotisch-thrombozytopenischer Purpura (TTP),  disseminierter intravasaler Koagulopathie (DIC), Thrombosen, aber auch bei der sogenannten Marschhämoglobinurie sowie einigen weiteren Krankheiten vor. Auch eine chronische Doxorubicin-Vergiftung kann Fragmentozyten hervorrufen.
Bei einem vermehrten Auftreten von Schistozyten spricht man von einer Schistozytose oder Fragmentozytose.